# Langton Castle
Langton Castle war eine mittelalterliche Festung in der Nähe von Duns in der schottischen traditionellen Grafschaft Berwickshire, die heute Teil der Council Area Scottish Borders ist. Von der Ruine ist nur noch wenig erhalten.

## Geschichte
Ursprünglich gehörte die Burg den Viponts, fiel dann aber 1330 durch die Heirat von Sir Alexander de Cokburne mit der Erbin Maria de Vipont an die Cockburns. Von da an bis 1745 war die Burg der Sitz der Baronets Cockburn.
Von 1389 bis 1396 war Sir Alexander de Cokburne Bewahrer des Großen Siegels von Schottland.
In einem Streit über die Nachfolge auf das Anwesen wurde die Burg 1517 von William Cockburn und seinem Schwager, David Home aus Wedderburn Castle belagert. Antoine d’Arces, Sieur de la Bastie, der französische Stellvertreter des Regent Albany, forderte Cockburn und Home auf, den Streit zu begraben. Diese wiederum brachen die Belagerung ab und lauerten Bastie bei Preston auf. Dort brachten sie ihn um und stellten seinen Kopf am Marktkreuz von Duns zur Schau.
Maria Stuart besuchte die Burg 1566.
1745 fiel Cockburn of Langton in der Schlacht bei Fontenoy und 1758 kaufte Mr David Gavin das Anwesen. Burg und Siedlung von Langton wurden abgerissen, um für ein neues Landhaus Platz zu schaffen. Die Dorfbewohner von Langton wurden in das neue Dorf Gavinton umgesiedelt. Mr Gavin heiratete Lady Elizabeth Maitland, die Tochter von James Maitland, 7. Earl of Lauderdale. Die Tochter der beiden heiratete dann John Campbell, 1. Marquess of Breadalbane. Deren Nachkommen ließen das Landhaus abreißen und 1886 ein neues Langton House nach Plänen des Architekten David Bryce errichten. Auch dieses Landhaus wurde 1950 abgerissen. Heute ist nur das dekorative Einfahrtstor erhalten.